# Ceacheí

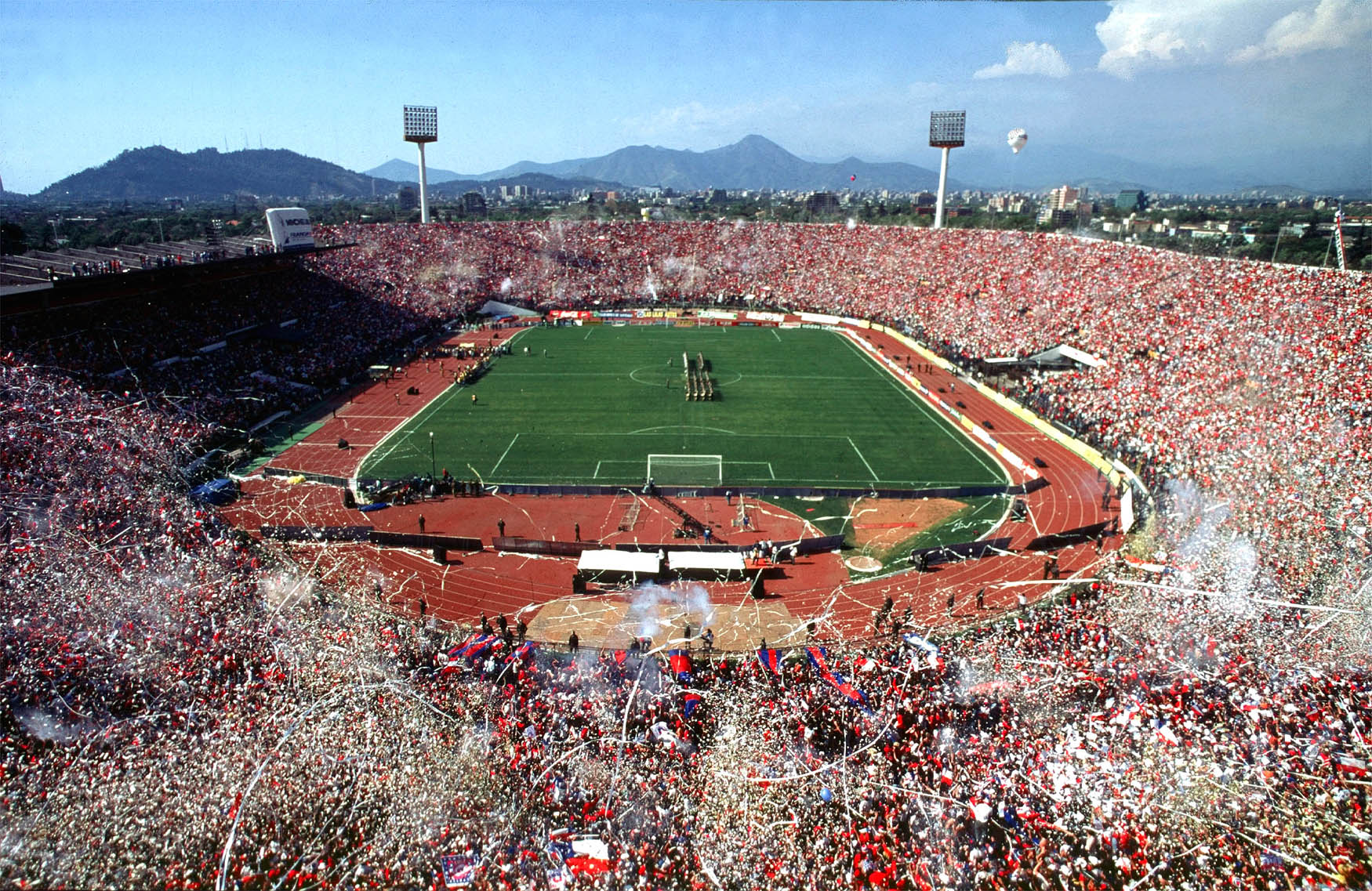
Fanáticos de la selección chilena de fútbol en el Estadio Nacional de Chile.

Un ceacheí es un grito coreado que es usado generalmente en eventos deportivos para alentar a algún representante chileno. Este chilenismo surge del deletreo de las primeras letras del nombre «Chile», el cual es dado usualmente a dos voces que luego se unen para su remate, de la siguiente forma:
Voz 1: Ce, hache, i...
Voz 2: ¡Chi!
Voz 1: Ele, e...
Voz 2: ¡Le!
Ambas: ¡Chi, chi, chi, le, le, le..., viva Chile!
Ocasionalmente la voz 1 antepone la frase: ¡Atención chilenos de corazón! Aunque el clamor nació en contextos deportivos, fue convertido en un elemento de fuerte arraigo nacional y ha sido utilizado en diversas oportunidades, como celebraciones o manifestaciones.

## Historia
Los primeros registros de los ceacheís se remontan a la segunda mitad de los años 1920. Durante el V Campeonato Sudamericano de Atletismo, realizado en los Campos de Sports de Ñuñoa en la ciudad de Santiago en 1927, el jefe de la barra chilena, Osvaldo Paco Vera, guio el grito para alentar a los atletas chilenos que disputaban palmo a palmo la obtención del primer lugar frente a la delegación argentina —también participó Uruguay—. En su libro Las memorias de Míster Huifa (1986), el periodista deportivo Renato González narró que lo había escuchado por primera vez durante la participación de los decatletas chilenos Erwin Gevert (ganador), Serapio Cabello (segundo) y Carlos Jahnke (tercero) ante el argentino Valerio Vallanía. Esta prueba del programa dio finalmente el triunfo a Chile, por lo que el ceacheí tomó importancia y fue popularizado. Según el relato del reportero Carlos Zeda en la revista Los Sports, la primera ocasión en que fue empleado fue el 17 de abril, como arenga al fondista Manuel Plaza en su último día de participación, cuando venció. Algunas fuentes citan al garrochista Humberto Guiraldes como el creador, el divulgador y un líder de la afición local en dicho torneo.
Fue institucionalizado en 1933 por estudiantes de arquitectura de la Universidad de Chile durante una «fiesta bufa», una suerte de gira de estudios. Durante el viaje en el barco Reina del Pacífico hasta la ciudad de Antofagasta, Julio Cordero esbozó las primeras líneas del «Romántico viajero», el himno del club, el cual remataron con el ceacheí. Permaneció como emblema de la universidad hasta 1960, cuando la frase final del coro «¡Chi, chi, chi, le, le, le..., Universidad de Chile!» fue transformada en «¡viva Chile!» por el trompetista Jorge Yuraidini, el director del público anfitrión en el VIII Campeonato Sudamericano de Baloncesto Femenino, desarrollado en Santiago y obtenido por Chile; de igual forma, la mayoría de los otros clubes deportivos del país lo adoptaron modificando la parte final. En la canción de la banda local Los Ramblers «El rock del Mundial» (1962), que fue la música oficial de la VII Copa Mundial de Fútbol disputada en Chile en 1962, es posible escuchar en las líneas de su coro «Gol, gol de Chile... un sonoro ceacheí y bailemos rock and roll».
En 2010 fue publicado el Diccionario de uso del español de Chile por la Academia Chilena de la Lengua, incorporando el ceacheí como un chilenismo. Según sus autores, «ceacheí» era probablemente la palabra más chilena incorporada en su obra. Con el paso de los años, el grito ha sido convertido en un símbolo transversal y ocupado en diversas oportunidades; como durante el rescate de los 33 mineros de la mina San José, quienes lo corearon en su primer contacto con la superficie y luego en múltiples ocasiones una vez que salieron de su encierro.